# Abronia maritima
Abronia maritima är en underblomsväxtart som beskrevs av Thomas Nuttall och Sereno Watson. Abronia maritima ingår i släktet Abronia och familjen underblomsväxter. Utöver nominatformen finns också underarten A. m. capensis.

## Bildgalleri

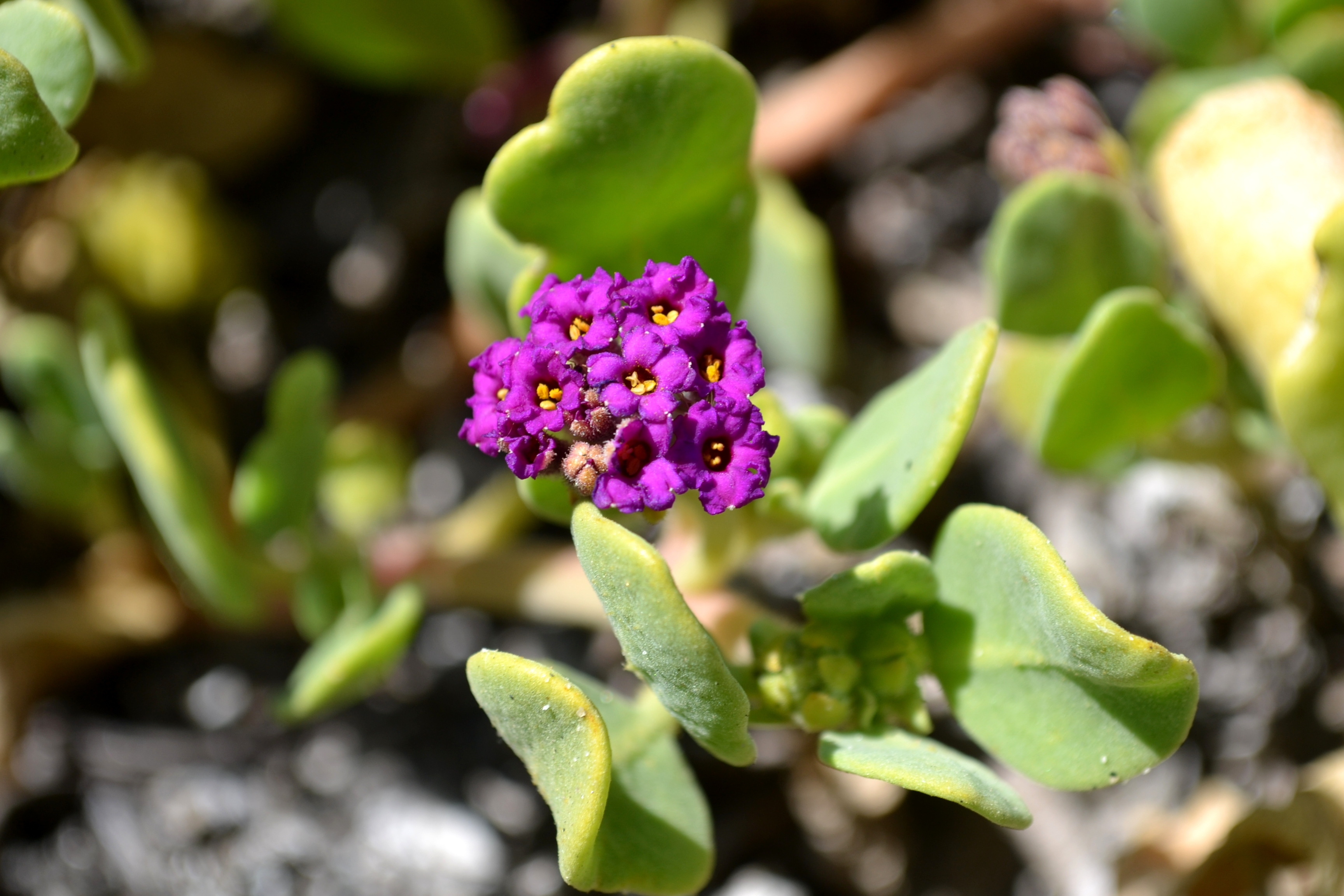